# Taman Lawang
Taman Lawang är en Indonesisk skräckfilm från 2013 i regi av "Aditia Gumay" med Olga Syahputra i huvudrollen. Filmen hade Sverigepremiär den 7 november 2013.

## Rollista (urval)
- Olga Syahputra
- Nikita Mirzani
- Bobby Tience
- Ferry Irawan
- Angie Virgin
- Tarra Budiman
- Chand Kelvin
- Jony Billy